# Rhynchosia nepalensis
Rhynchosia nepalensis är en ärtväxtart som beskrevs av Hiroyoshi Ohashi och Yoichi Tateishi. Rhynchosia nepalensis ingår i släktet Rhynchosia och familjen ärtväxter. Inga underarter finns listade i Catalogue of Life.